# Ninetone Records
Ninetone Records är ett svenskt skivbolag från Sundsvall.

## Historia
Ninetone Records startades 2005 av producenten Patrik Frisk, och inriktning på bolaget var till att börja med rock/hårdrock. Ninetone Records har idag en bredare katalog med blandade genrer. Ninetone Records distribution sker via Ingrooves. De två första skivsläppen var Takida - ...Make You Breathe och April Divine - Almost Famous. Ninetone driver även ett Youtube-nätverk med ett antal kända profiler.

## Utgivningar Album CD
| År   | CD                    | Titel                                 | Artist            |
| ---- | --------------------- | ------------------------------------- | ----------------- |
| 2006 | NRCD 100              | ...Make You Breathe                   | Takida            |
| 2007 | NRCD 101              | Chapter One                           | April Divine      |
| 2007 | NRCD 102              | Bury The Lies                         | Takida            |
| 2009 | NRCD 103              | Daze Of Our Lives                     | Itchy Daze        |
| 2009 | NRCD 104              | Eleven Shades Of Black                | CORRODED          |
| 2009 | NRCD 105              | Screaming Our Sins                    | Plan Three        |
| 2010 | NRCD 106              | Hey You! Get Down!                    | Norma Bates       |
| 2010 | NRCD 107 (EP)         | Illuminate The Excessive              | Soreption         |
| 2010 | NRCD 108              | Deterioration Of Minds                | Soreption         |
| 2010 | NRCD 109              | Exit To Transfer                      | CORRODED          |
| 2011 | NRCD 110              | Promise Little Ruin Much              | Itchy Daze        |
| 2011 | NRCD 111              | Black Cat Tango                       | Sherlock Brothers |
| 2011 | NRCD 112 (Mini Album) | The Signal - Part One                 | Plan Three        |
| 2012 | NRCD 113              | 3                                     | Lillasyster       |
| 2012 | NRCD 114              | Backwards Over Midnight               | The Durango Riot  |
| 2012 | NRCD 115              | Welcome to our MADNESS                | Seremedy          |
| 2012 | NRCD 116              | State Of Disgrace                     | CORRODED          |
| 2013 | NRCD 117              | What The Hell!                        | VEGA              |
| 2012 | NRCD 118              | Bandit Unplugged Vol 1                | Bandit Unplugged  |
| 2013 | NRCD 119              | BREAK the BORDER                      | YOHIO             |
| 2013 | NRCD 120              | Let It Rock - The Chuck Berry Tribute | The Refreshments  |
| 2013 | NRCD 121              | BREAK the BORDER (Platinum Edition)   | YOHIO             |
| 2013 | NRCD 122              | Reborn Man                            | Johan Blohm       |